# 바빌론 홈
바빌론 홈(Babylon Sulci)는 목성의 위성인 가니메데에 있는 지역으로 홈 모양의 밝은 지형이다. 길이는 3,101km이다.